# Troie : La Chute d'une cité
Pour les articles homonymes, voir Troie (homonymie).
Troie : La Chute d'une cité (Troy: Fall of a City) est une mini-série britanno-américaine basée sur la Guerre de Troie et le poème l'Iliade d'Homère et diffusée entre le 17 février et le 7 avril 2018 sur BBC One et à l'international sur Netflix.

## Synopsis
Le prince troyen Pâris déclenche la guerre de Troie en enlevant Hélène, épouse du roi de Sparte, Ménélas. En répression, Ménélas, l'époux bafoué, lève avec son frère Agamemnon une expédition rassemblant la plupart des rois grecs, qui assiège Troie et remporte finalement la victoire.

## Distribution
- Louis Hunter (VF : Alexis Victor) : Pâris
- Bella Dayne (VF : Caroline Mozzone) : Hélène
- Jonas Armstrong (VF : Sébastien Desjours) : Ménélas
- Tom Weston-Jones (en) (VF : Anatole de Bodinat) : Hector
- David Gyasi (VF : Daniel Njo Lobé) : Achille
- Johnny Harris (en) (VF : Loïc Houdré) : Agamemnon
- Joseph Mawle (VF : Pierre Tessier) : Ulysse
- David Avery (en) (VF : Benjamin Gasquet) : Xanthius
- Christiaan Schoombie (VF : Sylvain Agaësse) : Troïlos
- David Threlfall (VF : Philippe Catoire) : Priam
- Frances O'Connor (VF : Danièle Douet) : Hécube
- Aimee-Ffion Edwards (VF : Joséphine Ropion) : Cassandre
- Carl Beukes (VF : Jérôme Rebbot) : Diomède
- Garth Breytenbach : Ajax
- Chloe Pirrie (VF : Stéphanie Hédin) : Andromaque
- Alfred Enoch (VF : Pascal Nowak) : Énée
- Hakeem Kae-Kazim (VF : Frantz Confiac) : Zeus
- Chris Fisher (VF : Clément Moreau) : Déiphobe
- Alex Lanipekun (VF : Mike Fédée) : Pandare
- Jonathan Pienaar (VF : Yann Guillemot) : Litos
- Lex King (VF : Aurélie Konaté) : Aphrodite
- Amy Louise Wilson : Briséis
- Inge Beckmann (VF : Audrey Sourdive) : Héra
- Shamilla Miller (VF : Daria Levannier) : Athéna
- Diarmaid Murtagh : Hermès
- Thando Hopa : Artémis
- Nina Milner (VF : Anouck Hautbois) : Penthésilée
- Grace Hogg-Robinson (VF : Margaux Laplace) : Hermione
- Jovan Muthray : Kaidas
- Lemogang Tsipa : Patroklus

## Épisodes
1. Le sang noir (Black Blood) : Pâris, un berger, se fait reconnaître comme prince troyen, fils de Priam. Sous l'influence d'Aphrodite, il enlève Hélène, femme de Ménélas, roi de Sparte.
2. Les conditions (Conditions) : Pour se venger, Ménélas demande l'appui de tous les rois grecs. Après le sacrifice d'Iphigénie, la flotte grecque arrive devant Troie.
3. Le siège (Siege) : Troie est assiégée depuis un an quand Hector et Pâris rejoignent la Cilicie pour essayer de stopper le blocus.
4. Les dépouilles (Spoils of War) (Butins de guerre) : Agamemnon met en colère Achille à la suite de ses pillages en Cilicie. Un duel est organisé entre Pâris et Ménélas.
5. Traqué (Hunted) : Pâris en fuite et Achille refusant de se battre, Hector tente une contre-attaque, mais il se heurte à Ulysse.
6. La bataille des sables (Battle on the Beach) : Pâris est recueilli par les Amazones. Les Grecs campent maintenant devant les remparts de Troie. Paris, Hector et les Amazones contre-attaquent sur la plage où Patrocle est tué par Hector. Achille le défie et le tue.
7. Douze jours (Twelve Days) : Priam rencontre seul Achille pour lui réclamer le corps de son fils. Achille lui accorde avec une trêve de douze jours. Agamemnon et Ménélas trompent Achille pour rompre la trêve. Ce dernier se fait tuer par Pâris devant les portes de Troie.
8. L'offrande (Offering) : Les Grecs sont repartis et ont laissé une statue de cheval en bois sur la plage en offrande à Poséidon. Les Troyens vont faire entrer le cheval dans la ville et tomber dans le piège d'Ulysse.